# ایستگاه متروی سادبری هیل
ایستگاه متروی سادبری هیل (انگلیسی: Sudbury Hill tube station) یکی از ایستگاه‌های خط پیکدیلی متروی لندن است.
این ایستگاه که در منطقه هارو لندن قرار دارد در سال ۱۹۰۳ میلادی تأسیس شده است.

## نگارخانه

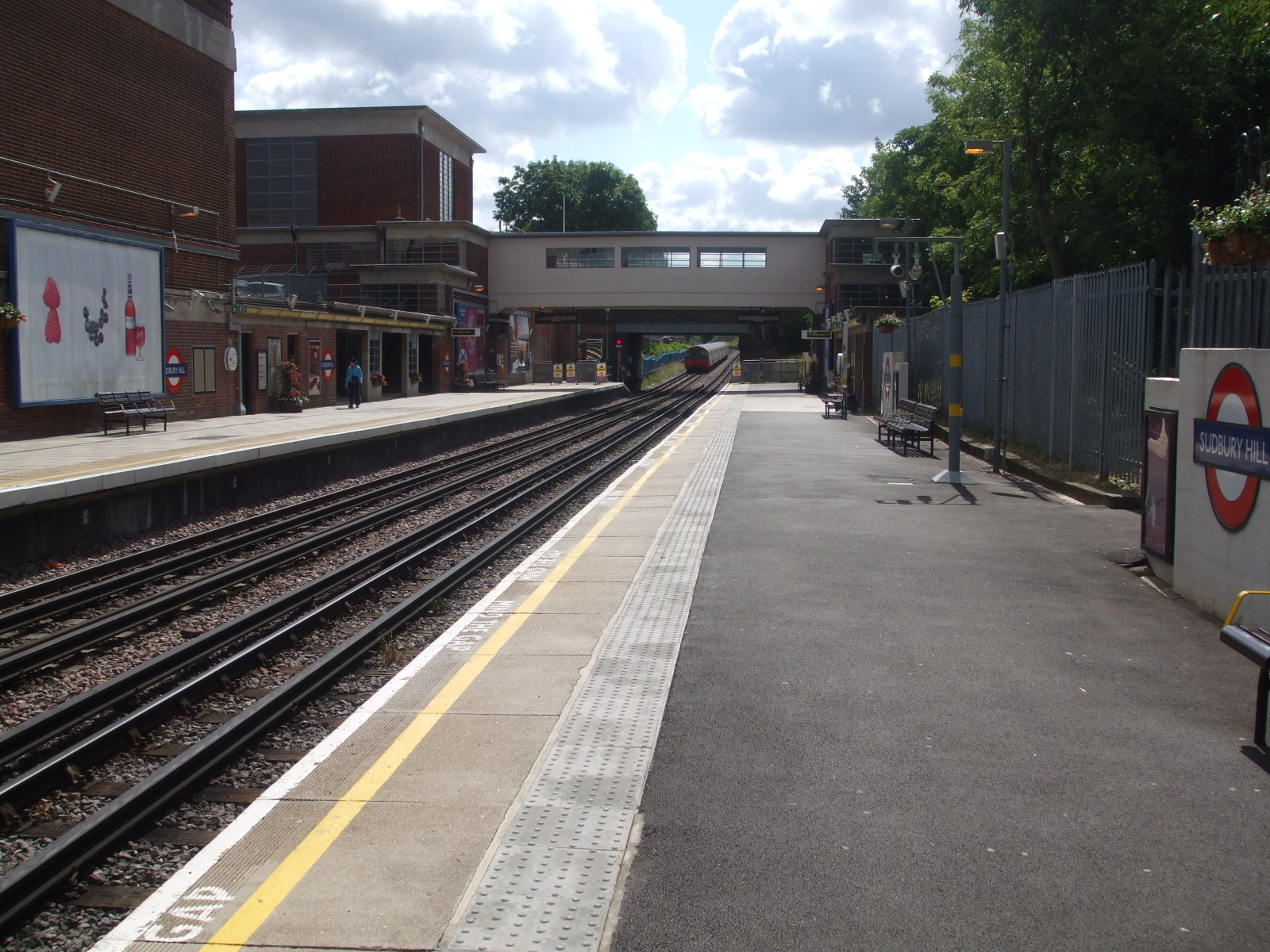
Looking eastbound towards Sudbury Hill
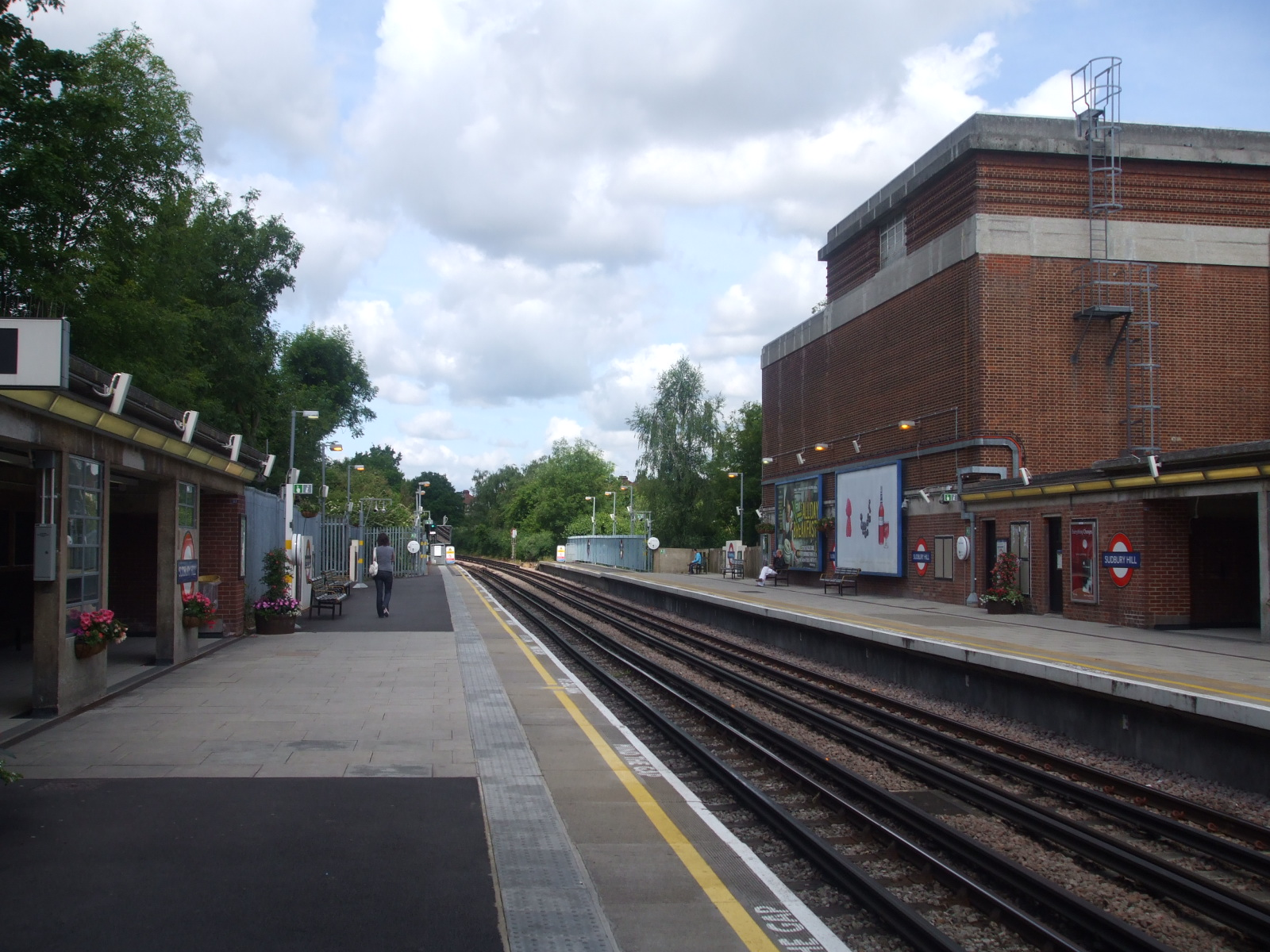
Looking westbound towards South Harrow
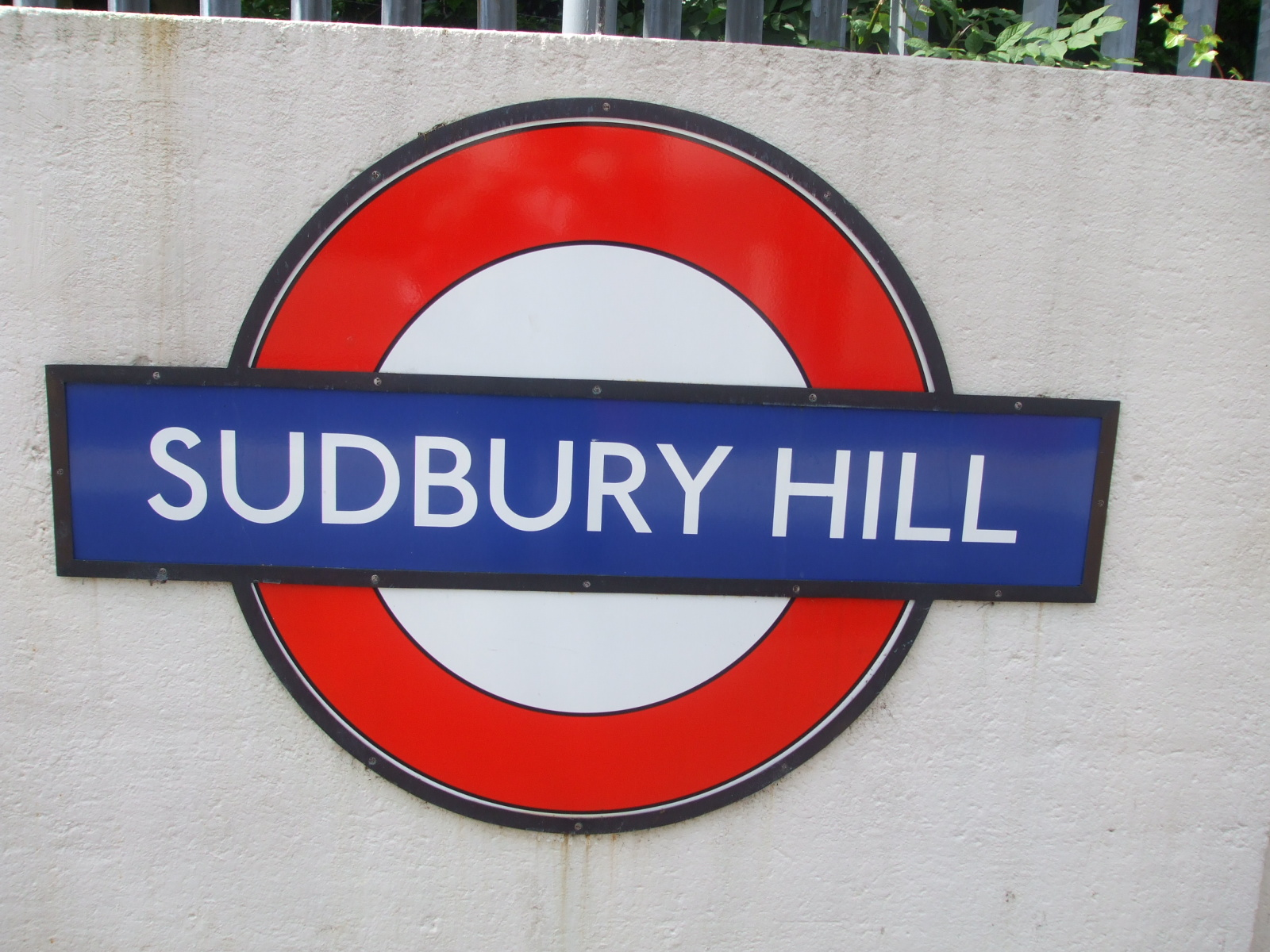
Roundel on westbound platform